# سهير أيوب
سهير أيوب اسمها الحقيقي زنوبة زكي أيوب (14 يونيو 1928 - 15 فبراير 1995)، ممثلة مصرية. كانت بدايتها في المسرح تزوجت من فنان معتزل ثم مات وبدأت التمثيل مع عبد المنعم إبراهيم عام 1955 الذي عرض في السينما في 31 يناير 1956, والدها المخرج القديم «زكي أيوب» ماتت في عاصمة لندن في 15-2-1995.
1. ↑  سهير أيوب - السينما.كوم نسخة محفوظة 24 سبتمبر 2015 على موقع واي باك مشين.